# 黑道圣徒IV
《黑道聖徒IV》是一款设定于开放世界的动作冒险游戏，由Volition开发，Deep Silver发行，是黑道圣徒系列的第四作，《黑道圣徒3》的续作。圣徒帮成为了世界上具有权利和流行度的组织，它的领导者成为美国总统，必须抵御外星生命入侵，还获得超能力。玩家完成主线和支线关卡，闲暇时可自由探索环境。游戏融入了科幻游戏和电影元素，继续了系列出色的恶搞特色。游戏于2013年8月登陆Microsoft Windows、PlayStation 3和Xbox 360平台，随后于2015年移植到PlayStation 4、Xbox One和Linux平台。
游戏是Volition于2013年初卖给Koch Media后的第一部作品。其中的超自然和超能力概念始于已取消的《黑道圣徒3》原计划资料片《进入施虐女王世界》。资料片最终被团队扩大为《黑道圣徒IV》。后来发布的《进入施虐女王的世界》“导演剪辑版”与《圣徒如何拯救圣诞节》、其他武器、服饰、载具包和独立资料片《黑道圣徒：杀出地狱》（剧情的外传）一道成了《黑道圣徒IV》的追加下载内容包。《黑道圣徒IV》设有多个限定版和年度版，在澳大利亚一度被封杀。评论家称赞游戏的幽默和角色自定义选项，但批评缺乏挑战性。首周销量突破100万份。
此部作品的过场动画重新采用16：9显示。

## 游戏玩法
类似于以前的《黑道圣徒》系列游戏，《黑道圣徒IV》也是一款带第三人称射击游戏要素的开放世界动作游戏，身在其中，玩家空闲时自由探索环境，并进行剧情任务或支线任务。街头黑帮““三街圣徒”成为了世界上“最有权最知名”的组织，玩家扮演的圣徒帮Boss当选为美国总统，主宰超级大国，抵挡外星生命入侵。支线任务主要以枪战和赛车为主，亦会是如激战丧尸群、坦克炮战、横向卷轴清版动作游戏、打击变大的怪兽能量饮料易拉罐、用回响贝斯枪干扰上世纪50年代的典型美国事物，各式各样。玩家角色获得元素能力和超能力，跳跃高度和跑动速度大幅度提升，故此玩家能在大楼上跳跃，能掀翻车子。元素能力包括发射火焰和冰晶导弹、念力抛掷物件，跳跃着陆时制造地震波。随着游戏进展，玩家利用散落在城中的“数据碎片”，可选择升级能力和武器技能树。若玩家太挑事，外星物种模拟的警察会出面干涉。如同之前的游戏，玩家角色的外貌和感受完全可以透过强大的角色编辑功能自定义。
游戏设置在模拟的《黑道圣徒3》虚构城市钢埠（Steelport）中，和原貌几乎一模一样，除了剧情任务是新的，关卡是专门设计的。游戏剧情恶搞了多部游戏，特别是《质量效应2》以及《黑客帝国》和《猎杀本拉登》等电影，还有“宅文化”。有些剧情关卡由角色们各自事关生存的危机推动，每位圣徒都被困于他们各自的模拟地狱中，必须要由玩家拯救。其他从游戏文化中借鉴的要素包括BioWare式的角色恋爱游戏和《合金装备系列》的“猪队友”风格任务。
玩家完成城市被占各区的支线任务后，各区将从外星人的占领中“解放”。解放各区会增加玩家购买武器、技能和装扮的每小时收入。支线任务包括保险诈骗、撞车比赛风格的骚乱和超能力赛跑。游戏还设有双人合作游戏模式。

## 劇情
时隔《黑道圣徒3》不久后，老大（The Boss）、萧蒂（Shaundi）和皮尔斯·华盛顿（Pierce Washington）被传去协助军情六处特工艾莎·奥德卡（Asha Odekar）和她的熟人、前影之客（Deckers）领导人马特·米勒（Matt Miller）渗透中东一处军事基地刺杀STAG前领导人赛勒斯·坦普尔（Cyrus Temple），阻止一场针对华盛顿特区的核导弹打击。老大虽杀了赛勒斯，但未能阻止他发射导弹，情急之下爬上导弹，赶在它抵达华盛顿前徒手拆弹，赢得美国人民的景仰。
五年后，老大当选为美国总统，其他圣徒、基斯·大卫、前阎王帮（Vice Kings）领导人本杰明·金（Benjamin King）出任内阁。准备新闻发布会时，老大被告知艾莎和马特已来到白宫，警告称他们怀疑一场外星生命入侵迫在眉睫。话语刚落，入侵便开始，外星领主辛亚克（Zinyak）带头抓走了老大在内的所有内阁。
老大醒来时，置身于钢埠20世纪50年代的情景喜剧片场中，没有暴力，不能说脏话。圣徒的电脑黑客专家坎齐·肯辛顿（Kinzie Kensington）联络老大，告称他们被困在模拟空间中，辛的每个囚徒困在他们自己恐惧的模拟空间中，旨在破除他们的意识。在坎齐的帮助下，老大逃出模拟空间，联手坎齐和基斯盗走辛的飞船。
三人想联络地球增援，辛亚克便将地球化为原子，杀死所有没被辛星人抓走的所有人。老大深感愤怒，决定回到钢埠模拟空间寻找好友，找出辛亚克。救走辛亚克的另一位囚徒、后来被取名为CID的人工智能后，CID给老大提供了一副肉体，帮助老大进入其他圣徒的模拟空间，从他们的噩梦中拯救他们。
圣徒的影响使得模拟空间开始变弱，辛亚克让虚拟的钢埠充斥老大之前遇到过的黑帮成员的复制品。坎齐推断复制品是用某人的记忆制造的，指使老大断定在《黑道圣徒3》中去世的乔尼·盖特（Johnny Gat）还在世，被困于模拟空间中。不顾坎齐和马特的抗议，老大从乔尼对艾莎的死的噩梦中救出他。乔尼解释称，在那场能断定他遇害的战斗中，他实际上是被辛亚克绑架了，提前入侵多年。辛亚克断定，如果他留在地球，能凭一己之力阻止它。
圣徒在模拟空间集结，旨在接触辛亚克，但遭到辛星人大军伏击。逃跑时，辛亚克抓走了坎齐，老大深入模拟空间，发现基斯背叛了圣徒，回到钢埠，老大发现基斯公然宣称为模拟世界总统。交战时，基斯声称辛亚克有意修复地球，也同意这样做，但要以老大的性命作交换。然而，基斯最终没能亲手杀死老大，和圣徒会合。老大决定找到坎齐，在基斯的噩梦中追击他，在罗迪·派珀相助下痛扁基斯，基斯最终说出了坎齐的位置。
老大从噩梦中救出坎齐后，坎齐设计摧毁模拟世界的方案，迫使辛星人从他们的飞船上吸引能量，保持模拟世界运作，从而削弱飞船本身，为圣徒进入模拟世界打开入口。余下的圣徒齐心协力让模拟空间超载，在老大逃跑时将其关闭。突袭辛亚克的飞船时，老大找到模拟他们在模拟空间中超能力的动力服，在王座间找到了辛亚克。在整个辛王国的注视下，辛亚克和老大对战。在圣徒的帮助下，老大杀死了辛亚克，将其头扯下，宣示胜利。受此鼓舞，辛星人大军臣服于成为辛帝国新首领的老大。
老大向辛亚克的大内总管辛贾伊（Zinjai）要修复地球的技术，辛贾伊说他们不能修复地球，却可以利用时间旅行回到地球，解释称辛亚克利用这项技术搜集了他最喜欢的历史人物，把他们的生命暂停了。老大望着圣徒们，说：“让我们实地考察一番吧！”片尾彩蛋中，老大最喜欢的19世纪作家简·奥斯汀从时间静止中醒来，透露她是游戏剧情的讲述者。
所有忠诚任务若未完成，会出现另一个结局，圣徒们计划占领更多的星球，却没意识到他们有使用这项技术的能力。

## 开发
《黑道圣徒3》资料片《进入施虐女王世界》作为2012年愚人节笑话首次公布，但实际上已进入开发过程。基本路线是超能力玩家角色被外星人指挥官辛亚克困在虚拟的钢埠中。THQ总裁杰森·罗宾（Jason Rubin）鼓励公司的子公司和游戏系列开发商Volition将DLC的内容独立成一部完完全全的游戏。公司于2012年6月宣布方向上的改变，将《进入施虐女王世界》推迟为正统续作《黑道圣徒4》的追加下载内容。公司的策略一定程度上避免了游戏2013年8月发行时出现销售问题，赶在下一代游戏机的传言流传之前。2013年初，THQ申请破产，子公司Volition卖给了Koch Media，成为Koch内部首个游戏工作室。两个月后，工作室正式宣布《黑道圣徒4》，游戏由Koch Media品牌Deep Silver发布。没能获得《红色派系》系列的版权，Volition的新目标是制造有联系的开放世界游戏，身处其中“玩家便是混乱的代理人”。整个公司都在创作一部游戏。
系列每部作品都有一个核心目的，尽管前三部作品都建立在首部的“稀奇古怪和无礼”之上，第四部则着重“超自然现象和超能力”。高级制作人吉姆·伯恩（Jim Boone）回想起评论家们问过公司是否比被他们视为挑战的《黑道圣徒3》“更顶尖”。团队聚集于游戏的“有趣性”，胜过“成为顶尖者的目的”，认为超能力有助于游戏的基础导航和对战。他们选择删掉前作中阻碍叙事的基于内置手机的导航系统，将其改为“任务日志结构”。考虑到下一代平台的发布迫在眉睫，团队选择不把大量时间投入到改善游戏画面中，因此本作的开发时间比系列之前的作品要短。
2014年8月，Volition宣布将为Windows版发布开放工具包，让玩家修改游戏资产，创造新武器。
内置电台有七个预先录制的电台频道和109条授权歌曲。游戏原声带由第三部作曲小马尔科姆·奇尔比（Malcolm Kirby Jr.）创作。

## 发行
游戏于2013年8月20日登陆北美Microsoft Windows、PlayStation 3和Xbox 360平台，三天后全球发行。预购可获得爱国者主题追加下载内容包，含火箭喷射器、回响贝斯枪、火箭发射器、白头鹰喷射式飞机和山姆大叔装扮。限定版内含游戏回响贝斯枪仿制品、一枚末日按钮和乔尼·盖特手办。此游戏的限定版除了上述物品外，还有一个游戏陈列箱。游戏起初在澳大利亚遭拒绝分级和有效禁止，后来删掉一个出现肛门探针武器和使用物质刺激性物品的可选任务后，此游戏重新获得澳大利亚有关审查部门的分级。同时该游戏在澳大利亚发行的Play Station 4版发行因分级失误，后来被召回。
游戏设有多个追加下载内容包。游戏发行前公布的季票（Season Pass）含两个新关卡包和上面提到的肛门探针武器。首个任务包《进入施虐女王世界》于2013年10月22日发布，它讲述了辛星人入侵的另一个故事，钢铁城模拟世界遭到人工智能无赖“施虐女王”的入侵。剧情频繁打破第四面墙，自我指涉地承认本身的剧情漏洞，也跟更广阔的《黑道圣徒》剧情不一致。有些场景以概念艺术图或Volition员工出演戏剧的视频收尾，赋予游戏烂尾的感觉。该包还收录了没在续集中回归的《黑道圣徒3》角色。关卡总共五个，还有新武器、新车辆和电脑控制配角（“Donnie”）。第二个也是最终的任务包《圣徒是如何拯救圣诞节的》（How the Saints Save Christmas），内含新武器和车辆，以及从钢埠模拟空间中拯救圣诞老人的剧情。该包于2013年12月发行。非任务追加下载内容包包含新服饰、新车辆、新武器，如美国总统乔治·华盛顿、亚伯拉罕·林肯、乔治·W·布什和贝拉克·奥巴马的脸谱。
游戏还发行了多个总结版。世纪版（Game of the Century）于2014年5月9日发行，囊括之前发布的所有DLC。2014年7月8日发行的国家宝藏版（National Treasure Edition）则包含29个DLC。High Voltage Software将本身连带所有追加下载内容移植到PlayStation 4和Xbox One，取名为《黑道圣徒4：连任》（Saints Row IV: Re-Elected）。独立拓展包《黑道圣徒：杀出地狱》于2014年8月底宣布，Volition和High Voltage联合开发。两个版本均于2015年1月20日登陆北美，三天后全球发行，独立版和捆绑版兼有。该版本包含新的语音指令。Linux移植版于2015年12月面市。

## 评价
根据游戏评论聚合网站Metacritic，游戏评价普遍积极。评论员盛赞出众的幽默和角色自定选项，但批评缺乏挑战性。也有人评价称游戏“几乎平等对待”性别，特别是女性角色，强调了前联邦调查局黑客特工坎齐·肯辛顿的角色表现。游戏首周卖出100万份，截至2013年，Volition并未公布总销量。
《Polygon》的丹尼埃尔·雷度（称游戏是“臃肿、愚笨且自我指涉的娱乐”，认为游戏达成了预期目的：“玩家超能力幻想的极度激进性锻炼”。她还称赞游戏对角色身份的自由程度、“有趣且可爱”的剧情和各场景间的国度。雷度写道，Volition从前作中“挤掉脂肪”，新增的超能力“打破了已经知名的玩家自由游戏流派的限制”。她认为剧情幽默，“尽可能地通俗易懂”，却认为角色“太理想化”。盛赞游戏的“性别待遇”，女性角色大胆得可以追求同性关系，甚至在游戏中途变性，并不会因身为女性遭到区别对待，但认为游戏继续关联女性和性工作者“有困难”，“残存系列的未成年人犯罪剧的根源。”
谈及游戏的进展，《Eurogamer》的克里斯·施奇林（Chris Schilling）表示游戏再度成功改造了系列，超能力取代了实用的游戏内置载具。他比较了游戏与《除暴战警》的探索机制，以及与《恶名昭彰》系列和《虐杀原形》系列的超能力，进一步表示游戏的愚蠢实现了在游玩时变成了特殊的定位。施奇林写道，在弹药店升级的需求是出自前作的“格格不入的残余”，但赞赏GPS导航系统、主线任务玩法和市区区域解放等元素的循环性。他认为游戏总体上有艺术上，但“愚蠢得光荣”，就像“西斯廷礼拜堂天花板的愚蠢”。施奇林还表示，直截了当地放弃搜集收集品的剧情很有必要，尽管有选择，但经过长时间的游玩经历，游戏变得“疲惫”。
类似的，当超级英雄主角变得“攻无不克”时，IGN的丹·斯塔普尔顿（Dan Stapleton）觉得无聊，最终比较了本作和“能够用无敌作弊码”的前作。他写道，角色得到敌人掉出来的能力提升很难死亡，但当删掉超能力时，这个出自《黑道圣徒3》的反而值得称赞的功能，就变得“多余”了。斯塔普尔顿表示，玩家太早取得超能力，游戏时不会留意城市，因此失去“前作所具备的地方感和角色感”。他认为，游戏大量的收集品是对这个漏洞的意识，一开始有回报，但很快会变成“琐事”。斯塔普尔顿赞扬《红色派系》风格的解体（Disintegrator）枪和俘获光线（Abductor）枪，却认为回响贝斯枪是“没有效用的失望点”。作为标志，《Polygon》却认为回响贝斯枪是游戏的“标志”。